# Adil Sarraj
Adil Sarraj est un footballeur marocain né le 26 août 1979 à Casablanca. Il évoluait au poste d'arrière.

## Biographie
Chez les Sarraj, le football est une affaire de famille, une tradition bien ancrée dans leurs habitudes. Le père feu Abdessalam Sarraj ou « Casa » comme préfèrent certains l'appeler était un joueur du Raja. Le fils Adil, lui, a bien respecté l'adage qui dit : « tel père, tel fils ». Pas la peine de chercher ailleurs et surtout de perdre du temps. En 1989, il a été inscrit à l'école du Raja de Casablanca. Fidèle entre les fidèles de ce club casablancais, le petit Adil fut dans un premier temps entraîné par son propre père. Il avait à l'époque 10 ans. C'était une occasion en or pour lui d'être encadré par un grand joueur et il ne cachait pas que le fait que l'encadreur était son père le motivait davantage, il voulait lui montrer qu'il était le meilleur.
Au Raja, Adil Sarraj est passé par toutes les catégories : minimes, cadets et juniors. L'année 1998 était le point de départ du jeune joueur. Adil participe pour la première fois à un match de première division avec son équipe. L'ironie du sort a fait que cette rencontre décisive pour la carrière de Sarraj, à peine entamée, soit contre les FAR de Rabat, un autre grand club marocain.
Un an plus tard, voici ce jeune débutant, plus résolu que jamais à trouver une place dans le rang des « grands », le voici donc, qui remporte trois titres d'un seul coup : le championnat du Maroc, la ligue des Champions de la CAF et la Supercoupe d'Afrique. Ce n'est pas tout. Sarraj et le Raja se sont envolés au Brésil pour participer à la première coupe du monde des clubs. C'était une année exceptionnelle pour lui, c'était au-delà de ses rêves. Malheureusement, toute belle histoire a une fin. Sarraj décide de quitter son club d'origine. La raison était simple : Adil en avait marre de rester sur le banc de touche.
Trapu et de taille moyenne, l'œil pétillant, Sarraj, connu pour son sérieux et sa bonne discipline, a tenté une nouvelle expérience avec le Chabab Mohammédia. Mais, certainement la ville des roses n'était pas la bonne destination. À peine deux mois passés au sein du Chabab, Sarraj quitte les lieux. Multiples problèmes au sein de ce club l'ont obligé à chercher ailleurs. Sarraj prend ses cliques et ses claques et se dirige vers Rabat. Il rejoint l'équipe du FUS. Une autre expérience qui ne peut qu'être bénéfique pour sa carrière. Au Fath de Rabat, il jouit de l'estime des cercles sportifs. Toutefois, Adil, était dans l'obligation, encore une fois, de quitter l'équipe rbatie. Il a passé deux saisons avec le FUS. Il a beaucoup appris là-bas. Mais, une fois l'équipe reléguée en 2e division, il a décidé de chercher ailleurs. C'est difficile pour quelqu'un qui a été formé dans une prestigieuse école comme celle du Raja de Casablanca d'évoluer dans une équipe de 2e division, surtout ici au Maroc.
Retour à Casablanca. Mais cette fois-ci pour jouer au sein du Wydad. Sarraj ne peut se plaindre, le WAC est l'une des grandes écoles de football au Maroc. Au Wydad, Adil rencontre son ex-collègue du Raja, Zakaria Aboub. En fait, c'est Aboub qui l'a encouragé à venir au WAC. Sarraj ne laisse personne indifférent. Son talent est celui d'un joueur consciencieux, technicien habile, incarnant la force et l'intelligence des grands joueurs. Bref, Sarraj est un footballeur inné.
Une fois la saison terminée, Adil choisit comme club les FAR de Rabat. Ainsi commence la période flamboyante de la carrière de Sarraj. Il participe à des grandes compétitions et remporte plusieurs titres. Aujourd'hui, il affirme qu'il est bien dans sa peau et que les FAR est sans aucune contestation le club de ses rêves. Ces déclarations ne peuvent être que de bon augure pour le football national.
En 2009, Adil est prêté pour une saison au club du Kawkab de Marrakech avant de revenir chez les militaires pour la saison 2010-2011. Mais après une saison plutôt médiocre, Adil est transféré au CODM de Meknès qui celui-ci vient juste de montée en première division.

## En sélection nationale
| Caps | Date       | Match          | Lieu       | Score | Compétition |
| ---- | ---------- | -------------- | ---------- | ----- | ----------- |
| 1    | 19/11/2008 | Maroc - Zambie | Casablanca | 3 - 0 | Amical      |

## Carrière
- 1998 - 2000 : Raja de Casablanca  Maroc
- 2001 - 2001 : Chabab Mohammédia  Maroc
- 2001 - 2003 : FUS de Rabat  Maroc
- 2003 - 2004 : Wydad de Casablanca  Maroc
- 2004 - 2009 : FAR de Rabat  Maroc
- 2009 - 2010 : Kawkab de Marrakech  Maroc (prêt)
- 2010 - 2011 : FAR de Rabat  Maroc
- 2011 - ........ : CODM de Meknès  Maroc[1]

## Palmarès

### Avec le Raja
- Vainqueur de la Ligue des champions de la CAF en 1999
- Vainqueur de la Supercoupe de la CAF en 2000
- Champion du Maroc en 1999 et 2000

### Avec les FAR de Rabat
- Vainqueur de la Coupe de la CAF en 2005
- Finaliste de la Coupe de la CAF en 2006
- Champion du Maroc en 2005 et 2008